# Lucia Cassini
Lucia Cassini (Napoli, 4 maggio 1951) è un'attrice, regista e cantante italiana.

## Biografia
Attrice napoletana comica, ha lavorato con molti comici e attori da Carlo Dapporto a Walter Chiari da Pippo Franco a Leo Gullotta, da Gianfranco D'Angelo a Enrico Beruschi e altri, popolare nelle televisioni private napoletane e nel teatro comico italiano ha cominciato in Rai e fatto trasmissioni in Mediaset. Ha recitato in più di 30 film e varie serie tv e fiction.
Paragonata al Totò in gonnella. Ha vinto l'oscar delle regioni come Toto' in gonnella.
La sua Balla Concetta, una delle prime canzoni rappate nata nel 1980, è diventato il suo tormentone .

## Filmografia

### Cinema
- Cose di Cosa Nostra, regia di Steno (1971)
- Napoli... serenata calibro 9, regia di Alfonso Brescia (1979)
- L'imbranato, regia di Pier Francesco Pingitore (1979)
- La città delle donne, regia di Federico Fellini (1980)
- Pè sempe, regia di Gianni Crea (1982)
- Attenti a quei P2, regia di Pier Francesco Pingitore (1982)
- Pierino la Peste alla riscossa, regia di Umberto Lenzi (1982)
- Pover'ammore, regia di Vincenzo Salviani e Fernando Di Leo (1982)
- Una banda di matti in vacanza premio, regia di Ninì Grassia (1989)
- Io, tu e tua sorella, regia di Salvatore Porzo (1997)
- Il prezzo dell'onore, regia di Nando De Maio (2008)
- La resa dei conti, regia di Nando De Maio (2009)
- Vacanze a Baia Domizia, regia di Nando De Maio (2010)

### Televisione
- All’arca! All’arca!, regia di Eros Macchi - varietà (1978)
- Domenica in
- Discoring
- Disperatamente Giulia – miniserie TV
- I sogni nel cassetto (Canale 5)

### Documentario
- Io Tengo il dna targato Na, regia di Nando De Maio (2009)

## Discografia parziale

### Singoli
- 1977 – Avventura sessuale/E non sta bene (GHiBLi, CD 4514)
- 1981 – Balla Concetta/La vamp (Targa Italiana, TAS 155)
- 1982 – Balla Concetta/Discoconcetta (Hilton Records, SIK 91104)

### Album
- 1977 – Triccabballacche (GHiBLi, CD 3305)
- 1980 – Arrivano I Nostri! (Hilton Records, HLP 2355)
- 1985 – Io, Lucia Cassini (Centotre, CNR 103)
- 1989 – Ritmi E Sipari (Hit Hit Hurrà - VLP 654)
- 2000 – E' bello è bello - (Zeus Record)